# Грін-Спрінг (Західна Вірджинія)
Грін-Спрінг (англ. Green Spring) — переписна місцевість (CDP) в США, в окрузі Гемпшир штату Західна Вірджинія. Населення — 250 осіб (2020).

## Географія
Грін-Спрінг розташований за координатами 39°31′18″ пн. ш. 78°38′7″ зх. д. / 39.52167° пн. ш. 78.63528° зх. д. (39.521597, -78.635350).  За даними Бюро перепису населення США в 2010 році переписна місцевість мала площу 5,69 км², з яких 5,69 км² — суходіл та 0,00 км² — водойми.

## Демографія
Згідно з переписом 2010 року, у переписній місцевості мешкало 218 осіб у 92 домогосподарствах у складі 63 родин. Густота населення становила 38 осіб/км².  Було 122 помешкання (21/км²).
Расовий склад населення:
| - 97,2 % — білих - 1,4 % — азіатів |

До двох чи більше рас належало 1,4 %. Частка іспаномовних становила 1,4 % від усіх жителів.
За віковим діапазоном населення розподілялося таким чином: 16,5 % — особи молодші 18 років, 68,4 % — особи у віці 18—64 років, 15,1 % — особи у віці 65 років та старші. Медіана віку мешканця становила 46,2 року. На 100 осіб жіночої статі у переписній місцевості припадало 109,6 чоловіків;  на 100 жінок у віці від 18 років та старших — 111,6 чоловіків також старших 18 років.
За межею бідності перебувало 12,3 % осіб, у тому числі 0,0 % дітей у віці до 18 років та 0,0 % осіб у віці 65 років та старших.
Цивільне працевлаштоване населення становило 126 осіб. Основні галузі зайнятості: науковці, спеціалісти, менеджери — 31,0 %, виробництво — 28,6 %, освіта, охорона здоров'я та соціальна допомога — 21,4 %.